# Время героев
«Время героев» — кадровая программа по специальному обучению, подготовке кадров для государственной службы и «формированию новой элиты» РФ среди российских ветеранов и участников вторжения России на Украину . Стартовала 1 марта 2024 года.

## Предыстория
29 февраля 2024 года в ходе обращения к Федеральному собранию президент РФ Владимир Путин, заявил о том, что участники российского вторжения в Украину должны занять руководящие государственные должности во многих сферах деятельности страны. По словам Путина, настоящей элитой являются участники боевых действий, а не те, кто обогатился в 1990-е годы. Для реализации этой идеи он поручил с 1 марта создать специальный образовательный проект «Время героев». По словам Путина, преподавать в рамках проекта будут кремлёвские и правительственные чиновники, представители министерств, главы регионов и крупных компаний.

## Ход программы
Программа стартовала 1 марта 2024 года. Реализуется на базе мастерской управления «Сенеж» Высшей школой государственного управления РАНХиГС. Для обучения в рамках программы необходимо соответствовать ряду условий. Среди них: гражданство РФ; высшее образование; опыт управления персоналом; отсутствие судимости. Сама программа похожа на другие проекты в области обучения государственного управления, такие как «Лидеры России» и «Школа губернаторов».
По данным организаторов, после открытия приёма заявок, за первые три часа поступило более шести тысяч заявок, всего было принято 44 327 заявок. К 16 мая были отобраны 83 участника программы, среди которых четыре женщины, 53 старших, 24 младших и 2 высших офицера, а также трое рядовых. Из них 20 — Герои России.
27 мая 2024 года стартовало обучение первых участников программы. 2 июня участники программы на борту ледокола «50 лет Победы» отправились к Северному полюсу, где продолжили своё обучение.
14 июня со слушателями программы встретился президент РФ Владимир Путин.
По словам президента РФ, участники программы могут сами принять решение, где они продолжат карьеру — в армии или на гражданской службе.
26 августа 2024 спикер нижней палаты парламента РФ Вячеслав Володин подписал распоряжение о прохождении стажировки в Госдуме участниками программы «Время героев». Данная стажировка, согласно документа, является частью самой программы и проводится для формирования необходимых знаний и навыков в области государственного управления. Представители «Единой России», ЛДПР, КПРФ, «Справедливой России» высказались о готовности начать работу с участниками «Времени героев». Первый вице-спикер Александр Жуков стал наставником депутата народного совета ЛНР Яна Лещенко; вице-спикер Ирина Яровая — медика Александры Родионовой; глава комитета по экологии, природным ресурсам и охране окружающей среды Дмитрий Кобылкин — зампреда заксобрания Забайкальского края Александра Сапожникова.
По информации руководителя кадровой программы Сергея Кириенко, второй поток обучения в рамках «Времени героев» продлится с 15 ноября 2024 года по 15 января 2025 года. Среди кандидатов — участники, отличившиеся в ходе боевых действий, но на время открытия первого потока программы им не хватало квалификации и знаний. В начале февраля 2025 года Сергей Кириенко заявил, что среди претендентов, подавших заявки на участие во второй волне программы «Время героев», доля Героев России выросла на 53 % по сравнению с первой волной, а доля кавалеров четырех орденов Мужества увеличилась в 18 раз, трех — в девять раз, двух орденов — в 47 раз. Общее количество заявок на участие в проекте составило 65 500.

### Создание региональных аналогов программы
В конце ноября 2024 года вице-губернаторам по внутренней политике было поручено создавать аналоги программы «Время героев» в своих регионах. Издание «Ведомости» отметило, что похожие проекты уже начали появляться на местах, например, «Школа героев» в Самарской области. О старте программы аналогичной «Времени героев» ранее заявлял врио Тамбовской области Евгений Первышов. Позже о необходимости расширения проекта в регионы и запуске программ аналогичных тем, что уже были сделаны в Белгородской, Воронежской, Рязанской, Самарской, Тульской областях, Ставропольском крае и в Ханты-Мансийском автономном округе заявил президент РФ Владимир Путин. Он также призвал обратить внимание на практику широкого и прозрачного отбора, заявив, что подать заявку на участие во «Времени героев» может каждый от рядового до командира.
В декабре 2024 года губернатор Челябинской области Алексей Текслер сообщил о том, что в регионе будет запущен аналог «Времени героев». Позже для участия в образовательной программе «Герои Южного Урала» он пригласил Героя России Альберта Зайнуллина.
В конце января 2025 года врио главы Еврейской автономной области объявила о запуске в регионе аналога платформы «Время героев» — «Доблесть Хингана». Ранее руководитель Кабардино-Балкарии Казбек Коков сообщил о старте аналога и продолжения «Времени героев» в республике программы «Герои Кабардино-Балкарской Республики»[.
В феврале 2025 года к созданию регионального аналога приступили в Кировской области, Алтайском крае и республике Башкортостан . 7 февраля 2025 года в Смоленской области стартовал аналог «Времени героев» «Герои СВОего времени. Смоленск».
К концу февраля 2025 года свыше 30 участников программы «Время героев» вошли в общественные советы региональных аналогов проекта. Среди них: Нурсултан Муссагалеев — в совет программы «Герои Оренбуржья», Алексей Кондратьев — «Курск. Герои», Роман Кулаков – «Севастополь – Город Героев».

## Формат обучения
Обучение состоит из четырех очных модулей по 30 дней и будет длиться два года.
Кроме магистерской программы это очно-заочная программа профессиональной переподготовки. Список ее участников Общественный совет программы рассмотрит уже в июне. Также это заочная программа повышения квалификации.
В итоге каждый участник отбора на программу «Время героев», завершивший тестирование, получит возможность пройти обучение, которое соответствует его актуальным компетенциям и показанным результатам.
Те из участников отбора, кто не имеет высшего образования, получат возможность бесплатно обучиться в Президентской академии и других ведущих вузах страны.
Алексей Комиссаров, ректор Президентской академии, генеральный директор АНО «Россия — страна возможностей» рассказал:

Всего запланировано четыре очных модуля продолжительностью по 30 дней каждый. Первому модулю, который стартовал сегодня, мы ставим серьезные задачи. Во-первых, участники должны хорошо изучить структуру государственного управления, ее функции, механизмы работы, нормативное обеспечение и особенности, которые необходимо учитывать на госслужбе. Второй задачей мы видим освоение участниками необходимых на государственной службе управленческих инструментов: стратегического управления, проектного управления, управления процессами и бережливыми технологиями, управления развитием кадров и талантов. Сейчас без этих технологий невозможна эффективная работа органов власти и госкорпораций

## Участники
Из 44 тысяч кандидатов в финал программы попали 83 человека, то есть 0,1 % претендентов. «Новая газета Европа» установила 80 из 83 участников программы, отметив что основные участники это кадровые военные и только трое из них являются мобилизованными, причём один из них до войны уже работал на государственной службе. 18 участников программы ранее уже имели обширный опыт работы в государственных органах, парламенте или силовых структурах, некоторые из них не участвовали в российском вторжении, либо провели на войне менее года. По информации «Новой Газеты Европа», среди установленных ею участников «Времени героев» многие участвовали сразу в нескольких вооруженных конфликтах, происходивших в Чечне, Косово, Нагорном Карабахе, Сирии. Не менее 20 из них — Герои РФ, еще двое получили это звание за время обучения. Основной состав участников — капитаны и майоры. Среди главных регионов проживания финалистов программы: Москва и республика Дагестан. Как отмечает издание, три представителя — из Дагестана: следователь Хасавюртского РОВД Темирлан Абуталимов, депутат регионального Народного совета Абдулла Магомедов, следователь, начальник одной из частей Росгвардии Наил Селиханов — ранее занимали государственные должности. Согласно изданию «Вёрстка», большинство участников программы, попавших в государственные органы через региональные выборы, не являлись активными участниками боевых действий в ходе вторжения, а были профессиональными политиками и представителями местных властей, часть из которых получили назначения не за боевые заслуги.
Среди участников программы: Владислав Головин — Герой России, командир взвода 382-го отдельного батальона 810-й отдельной гвардейской бригады морской пехоты. Заур Гурциев — управлял «воздушной частью» боев за Мариуполь и наведением ракет. Борис Дудко — Герой России, служил зам. командира 124-го отдельного танкового батальона 76-й гвардейской десантно-штурмовой дивизии ВДВ, возможно, принимал участие в захвате Бучи. Артем Жога — глава Народного совета «ДНР», бывший командир батальона «Спарта». С 2014 года воевал с Украиной вместе с погибшим там в 2022 году сыном Владимиром.
Николай Захаров — вице-премьер правительства Забайкальского края, бывший начальник штаба, первый замкомандира 29-й общевойсковой армией ВВО, участвовавшей боях у Угледара, а также в отражении украинского контрнаступления.
Сергей Кузьминчук — Герой России, командир десантно-штурмового батальона 155-й отдельной гвардейской бригады морской пехоты Тихоокеанского флота. Три командира 155-й бригады обвиняются Украиной в «непосредственной причастности к убийствам» гражданских в Буче, Ирпене и Гостомеле. Нурсултан Муссагалеев — Герой России, офицер 76-й гвардейской десантно-штормовой дивизии ВДВ. Обвиняется СБУ  в участии в «зачистках» Бучанского района Украины, в ходе которых, по версии украинской стороны, по его приказу был убит 29-летний местный житель.

## Результаты
К концу января 2025 года, когда была завершена регистрация на дополнительный отбор проект, новые государственные должности получили 18 участников «Времени Героев» из 83. Среди них: Артём Жога —назначен полномочным представителем на Урале;  Артур Орлов, Герой РФ, — главой правления Российского движения детей и молодежи «Движение первых»; Герой РФ  Владислав Головин — начальником главного штаба Юнармии; экс-мэр Краснодара, депутат Госдумы Евгений Первышов — врио главы Тамбовской области; доброволец ВС РФ Алексей Кондратьев — сенатором РФ от Курской области; кавалер двух орденов Мужества Александр Шляпников— заместителем губернатора Калужской области; кавалер трёх орденов Мужества Евгений Чинцов — председателем городской думы Нижнего Новгорода; Герой России РФ Игорь Юргин — врио министра по делам молодежи и социальным коммуникациям Республики Саха (Якутия);  кавалер двух орденов Мужества Александр Суразов — министром молодёжной политики и спорта Республики Алтай; доброволец ВС РФ Константин Яшин — генеральным директором НПЦ беспилотных авиационных систем «Самара»; Заур Гурциев — первым заместителем мэра Ставрополя, Александр Загайнов  — главным советником департамента по вопросам внутренней политики аппарата полномочного представителя президента РФ в УрФО; кавалер трех орденов Мужества Александр Тихонов — заместителем полпреда президента России в Приволжском федеральном округе..

## Критика
Политолог Андрей Колесников считает, что «новая элита» завершит картину «силового государства» в стране, а участие в войне даёт ещё карьерный стимул.
По мнению the Guardian объявление об инициативе «Время героев» было адресовано либеральной элите России, которая судя по словам Путина, не проявила достаточного патриотизма во время войны.
«Новая газета Европа» установила что 13 участников программы подозреваются украинскими властями в участии в военных преступлениях в ходе войны в Украине. Так Артём Жога, обвиняется в пытках и казнях военнопленных во время войны в Донбассе, Нурсултан Муссагалеев и Борис Дудко считается причастными к массовым убийствам мирного населения в Буче. Также несколько участников программы участвовали в боях за города, которые были почти полностью уничтожены российской армией либо служили в подразделениях которые применяли насилие к мирным жителям или казнили пленных.
По данным «Вёрстки», задачей программы «Время героев» является не замещение вакансий, а популяризация службы в армии и заключения контрактов, поэтому кандидатам подбираются должности «где они могут быть заметными, но при этом без реального политического веса. Реальный лидер с бэкграундом СВО никому не нужен».
По мнению политолога Аббаса Галлямова продвижение военных во власть связано с катастрофической нехваткой людей на фронте, по мнению политолога Николая Петрова, власти стремятся продемонстрировать что «новым гегемоном являются участники специальной военной операции».